# José Oxilia
José Oxilia, internazionalmente noto come Giuseppe Oxilia (Montevideo, 3 giugno 1861 – 18 maggio 1919), è stato un tenore uruguaiano di origine italiana.

## Biografia
Nacque a Montevideo, Uruguay, da emigrati italiani nel 1861. Dopo un primo soggiorno a Pavia per studiare medicina, attività che trascurò per seguire l'opera e studiare canto perdendo il sostegno paterno e riducendosi in miseria, e dopo che il pittore Cesare Tallone lo aveva impiegato come modello in virtù della sua apparenza da bowmoa e introdotto a  Henri Matisse, tornò in Uruguay in seguito alla morte del padre per occuparsi dell'azienda di famiglia. Dedicatosi al canto, su consiglio del suo maestro spagnolo Carmelo Calvo, si trasferì nella terra di origine dei suoi genitori nel 1881, per studiare canto con il tenore Felice Pozzo. Nel 1884 debuttò come tenore al Gran Teatre del Liceu Barcellona nel ruolo di Laerte nell'Hamlet di Ambroise Thomas. In Italia debuttò l'anno successivo al Gran Teatro La Fenice di Venezia, esibizione a cui fecero seguito quelle nei più importanti teatri italiani. Nel 1890 tornò anche in patria, ottenendo un enorme successo.

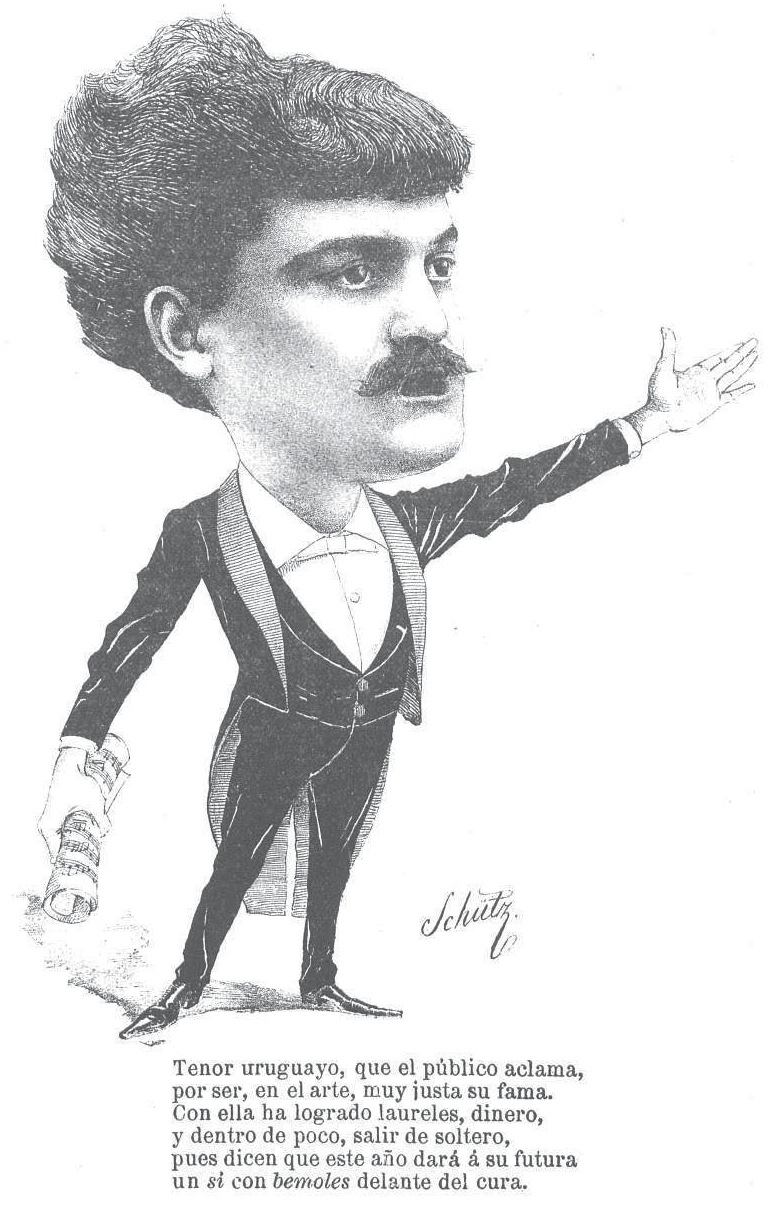
Caricatura di José Oxilia realizzata da Charles Schütz per il settimanale Caras y Caretas, settembre 1890.

Intorno ai trent'anni iniziò ad avere alcuni problemi con la voce, che ne inficiarono le qualità canore. Proseguì comunque il suo soggiorno in Sudamerica per alcuni anni, esibendosi in teatri minori nell'opera che alla zarzuela. Ritornato in Italia, provò a continuare a cantare sino al 1904, esibendosi sempre in teatri di minore importanza, dovendo infine ritirarsi definitivamente dalle scene. Per sfuggire alle ristrettezze economiche in cui era incappato, aprì una scuola di canto. Tra i suoi allievi figurano Italo Cristalli, Walter Kirchhoff, Éva Gauthier e François Menno Knoote. Negli anni seguenti le sue condizioni di salute si aggravarono, a causa del diabete, che gli cagionò l'amputazione del braccio sinistro e successivamente anche della gamba sinistra. Durante gli anni della prima guerra mondiale fu costretto per sostenersi a vendere i regali che gli erano stati donati durante la sua carriera artistica. Nel 1918 tornò in Uruguay, morendovi nella totale indigenza l'anno seguente.